# Uma Flor de Verde Pinho
Uma Flor de Verde Pinho é uma canção portuguesa, vencedora do XIII Grande Prémio TV da Canção 1976 - Uma Canção para a Europa, e que depois foi representar a entrada de Portugal no Festival Eurovisão da Canção 1976.

## Festival RTP da Canção
A canção Uma Flor de Verde Pinho foi escolhida pelos telespectadores de entre oito no Festival da Canção português, todas interpretadas por Carlos do Carmo, com a participação da Orquestra Sinfónica da RDP, dirigida pelo maestro Thilo Krasmann na noite de 22 de fevereiro. O tema, com poema de Manuel Alegre e música de José Niza venceu com 25,25% dos votos, distribuídos de forma influenciada por simpatias políticas.

## Eurovisão da Canção
Na noite final da Eurovisão da Canção, Carlos do Carmo foi o 15.o intérprete a subir ao palco, acompanhado por António Chainho e José Maria Nóbrega, depois do tema da Áustria e antes do do Mónaco. A canção portuguesa recebeu 24 pontos, e ficou em 12.o lugar de entre os 18 concorrentes. A orquestra foi dirigida por Thilo Krasmann.

### Votação
| País       | Pontuação |
| ---------- | --------- |
| França     | 12 pontos |
| Luxemburgo | 6 pontos  |
| Grécia     | 4 pontos  |
| Finlândia  | 1 ponto   |
| Itália     | 1 ponto   |
| TOTAL      | 24 pontos |

## Versões
- 1976, interpretada por Fernando Girão em disco homónimo[7]
- 2021, interpretada por Joana Alegre, no evento Um só dia, que celebrou o 85.o aniversário do pai, Manuel Alegre.[8][9]
- 2022, interpretada por Agir no Teatro São Luiz, em Lisboa[10]